# Bastian Hellberg
Bastian Hellberg (* 27. Oktober 1962 in Hannover) ist ein ehemaliger deutscher Fußballspieler. Er absolvierte von 1983 bis 1990 insgesamt 78 Bundesligaspiele (4 Tore) und 93 Partien (10 Tore) in der 2. Liga für Hannover 96.

## Laufbahn
In der E-Jugend hatte er als Torwart beim FC Lehrte begonnen. Später war er als offensiver Abwehrspieler aktiv. Schon bald wechselte der Jugendliche zum SV Arminia Hannover, wo er mit der Jugendmannschaft mehrmals Niedersachsenmeister wurde. Nach erfolgreichen Spielzeiten bei den Junioren rückte Hellberg in die erste Herrenmannschaft der „Blauen“ auf, die in der Fußball-Oberliga Nord (damals dritte Liga) spielte; hauptsächlich als Abwehrspieler, gelegentlich auch im Mittelfeld. Dort verpasste das Team in der Saison 1981/82 knapp den Aufstieg in die Zweite Fußball-Bundesliga. Hellberg, der für Arminia Hannover auch Spiele im DFB-Pokal bestritt, erhielt als 19-Jähriger ein Angebot von Hannover 96, welches er zunächst ablehnte. Nach einer weiteren Spielzeit bei Arminia Hannover wechselte er zur Saison 1983/84 dann doch zu den „Roten“.
Sein Debüt in der 2. Bundesliga ging am 6. August 1983 deutlich mit 1:5 gegen den Karlsruher SC verloren. Bereits in seiner ersten Saison bei den Sechsundneunzigern erlebte er im Oktober 1983 einen Trainerwechsel: Gerd Bohnsack wurde von Werner Biskup abgelöst und am Rundenende wurde der enttäuschende 14. Rang belegt. Hellberg hatte 16 Zweitligaspiele an der Seite von Mitspielern wie Jürgen Rynio, Karsten Surmann, Werner Lorant, Martin Giesel, Bernd Gorski, Frank Hartmann und Bernd Thiele absolviert. In seiner zweiten Runde mit Hannover 96 erlebte er aber 1984/85 mit der Vizemeisterschaft den Aufstieg in die Bundesliga. Mit 35 Ligaeinsätzen und vier Toren hatte er daran seinen Anteil. Seine Stärken lagen dank seiner guten Spielübersicht und ausgeprägtem Spielverständnis mehr in der Offensive; dies konnte er in der 2. Bundesliga deutlich unter Beweis stellen. Am ersten Rundenspieltag setzte sich der Libero am 14. August 1984 mit seinen Mannschaftskollegen mit 2:1 beim VfR Bürstadt durch und erzielte in der 34. Minute die 2:0-Führung. In der Bundesliga debütierte Hellberg mit Hannover am 10. August 1985 mit einem 1:1-Heimremis gegen Bayer 04 Leverkusen. Im Lauf der Runde geriet die Vorstellung der 96er aber immer mehr in Schieflage und gipfelte in der Arbeit von vier Trainern: Aufstiegstrainer Werner Biskup wurde bereits am 22. November durch Torhüter Jürgen Rynio ersetzt, der wiederum ab dem 13. Januar 1986 von Jörg Berger abgelöst wurde und die Runde beendete ab dem 18. März Helmut Kalthoff. Hellberg bestritt 29 Ligaspiele (2 Tore) und Hannover kassierte 92 Gegentore und stieg als Tabellenletzter in die 2. Liga ab.
Umgehend glückte 1986/87 mit dem Meisterschaftsgewinn die Rückkehr in die Bundesliga. Hellberg hatte unter dem neuen Trainer Jürgen Wähling dabei 32 Ligaspiele absolviert und fünf Tore erzielt. Der Bundesligaaufsteiger belegte 1987/88 den 10. Rang und Hellberg trug mit 28 Ligaeinsätzen (1 Tor) an der Seite von Mitspielern wie Karl-Heinz Geils, Peter Hobday, Matthias Kuhlmey, Bernd Dierßen, Karsten Surmann, Andreas Müller, Siegfried Reich und Gregor Grillemeier nicht unwesentlich dazu bei. Im zweiten Jahr, 1988/89, wurde Hellberg mit Hannover aber wieder Letzter und stieg erneut in die 2. Liga ab. Daran hatten auch nicht die Trainerwechsel von Wähling zu Hans Siemensmeyer (19. September bis 21. März 1989) und am 22. März hin zu Reinhard Saftig etwas ändern können. In seiner letzten Runde Bundesliga war Hellberg nochmals in 21 Ligaspielen (1 Tor) aufgelaufen. Mit seinem Einsatz am 17. Mai 1990 bei einer 3:4-Auswärtsniederlage in der 2. Bundesliga gegen Rot-Weiss Essen beendete er seine Spielerkarriere als Lizenzspieler.
Er spielte von 1983 bis 1990 bei Hannover 96 und absolvierte in der Bundesliga 78 Ligaspiele und in der 2. Liga 93 Ligaspiele. Dabei war er je zweimal auf- und abgestiegen. Anschließend wechselte er für vier Jahre zum TuS Celle und beendete 1994 beim VfL Osnabrück seine Spielerlaufbahn.
2005 wurde Bastian Hellberg Verwaltungsdirektor des Niedersächsischen Fußballverbandes und übte dieses Amt 14 Jahre aus. Seit dem 24. Oktober 2019 sitzt er im Sportausschuss des Aufsichtsrats der Profigesellschaft von Hannover 96 GmbH & Co KGaA.